# Phare de Poplar Point
Le phare de Poplar Point (en anglais : Poplar Point Light), était un phare actif situé à North Kingstown, à l'entrée sud de du port de Wickford, Rhode Island (en), dans le Comté de Washington (État de Rhode Island).
Il est inscrit au Registre national des lieux historiques depuis le 25 février 1988.

## Histoire
Mis en service en 1831, Il se trouve à l'extrémité de Poplar Point, marquant la pointe sud de Wickford, Rhode Island (en). Le phare comprend  une demeure de gardien en pierre et une tour en bois. La lumière a été désactivée en 1882 et remplacée par le phare de Wickford Harbor. Il a été vendu aux enchères en 1894 et a été modifié par les propriétaires ultérieurs. Cette tour est la plus ancienne tour de phare en bois encore en vie aux États-Unis et la plus ancienne de Rhode Island, toujours conservée à son emplacement d'origine.
Identifiant : ARLHS : USA-647 .

### Lien connexe
- Liste des phares au Rhode Island